# バレエリトミック
バレエリトミック（Ballet Rhythmic）は、主に幼児を対象とした、情操教育の一つ。 バレエとリトミック（リズムを用いた身体運動）を組み合わせたアクティビティやトレーニングの一形態と定義されることもある。
これは、リトミックが持つ全人教育を行いながら、バレエの要素を取り入れた動きやポジションを学ぶことを目的とされることが多いが、日本のバレエ教室で取り入れられている。これは、諸外国に比べて日本の幼児のバレエ人口が多いためである。